# 达里奥·登塔莱
达里奥·登塔莱（義大利語：Dario Dentale，1982年10月26日—），意大利男子赛艇运动员。他曾代表意大利参加2004年和2008年夏季奥林匹克运动会赛艇比赛，其中2004年奥运会获得一枚铜牌。